# 小行星4727
小行星4727（英語：4727 Ravel）是一颗围绕太阳公转的小行星。1979年10月24日，佛蒙特·伯根在陶腾堡发现了此天体。
这颗小行星的绝对星等为226.4936800434444等。